# María José García Beato
María José García Beato (Córdoba, 27 de mayo de 1965) es una jurista y banquera española que actualmente ejerce el cargo de consejera externa del Banco Sabadell, Iberpapel, EDP y Grupo ACS. Es también consejera del family office MDF Family Partners. 

## Biografía
Es licenciada en Derecho por la Universidad de Córdoba y forma parte del Cuerpo de Abogados del Estado.

### Trayectoria laboral
Trabajó en la Administración Pública en diversos cargos entre los que se encuentra, coordinadora en el Servicio Jurídico de la Audiencia Nacional, responsable del Gabinete Jurídico de la Agencia Española de Protección de Datos y subdirectora de los servicios consultivos de la Dirección del Servicio Jurídico del Estado. En 2000, pasó al Ministerio de Justicia como directora general, y dos años después fue nombrada subsecretaria de este Ministerio.
En 2005 se incorporó al Banco Sabadell como directora de la asesoría jurídica. En abril de 2008 fue nombrada secretaria general de la entidad y miembro del comité directivo. Tres años más tarde fue nombrada viceconsejera del consejo, renunciando a la vicesecretaría. En mayo de 2018 se anunció su nombramiento como consejera ejecutiva de Banco Sabadell.
En 2020 era una de las únicas cinco consejeras ejecutivas mujeres del Ibex 35, junto con Ana Botín, María Dolores Dancausa, Vanisha Mittal, y Cristina Ruiz Ortega.
En 2021 pasó a ser consejera externa de Banco Sabadell.  Forma parte de las comisiones delegadas de Créditos y de Estrategia y Sostenibilidad como vocal. Es miembro del patronato de la Fundación Banco Sabadell. Miembro del patronato de la Asociación Española de Banca y miembro del consejo asesor del patronato de la Fundación Cajasur.
En 2022 fue nombrada consejera independiente de Iberpapel.
En el año 2024 fue nombrada consejera independiente en EDP y Grupo ACS.